# Arnau de Segarra
Arnau de Segarra (llatí: Arnaldus de Segarra, forma més antiga: Arnal de Segarra, Barcelona aprox. 1210―aprox. 1270) va ser un monjo català de l'Orde dels Predicadors, filòsof i inquisidor de l'alta edat mitjana.
Possibilitat que es pugui identificar amb Arnold de Guardia.

## Biografia
Arnau de Segarra professà al convent de Santa Caterina de Barcelona (1230) i estudià a Colònia amb Albert Magne, el qual seguí en la seva visió filosòfica. Fou regent del convent de Barcelona i provincial d’Espanya fins al 1256. D’acord amb les vindicacions de Ramon de Penyafort, fundà escoles per a preparar els missioners per a polemitzar amb els mouros i els jueus i impulsà les missions del nord d’Àfrica. Després del 1256 fou prior del convent de Girona, que ell havia fundat el 1243, i substituí Miquel de Fabra en la direcció espiritual del rei Jaume el Conqueridor. Acompanyà el rei en la conquesta de Múrcia (1265), ciutat on fundà un convent. Amb Ramon Martí, Ramon de Penyafort i el Fra Pedro de Gènova participà en la Disputa de Barcelona de 1263. Fou jutge en la condemna dels llibres talmúdics al Principat de Catalunya i era inquisidor entre el 1265 i el 1269.